# Мутизия
Мути́зия (лат. Mutisia) — род многолетних цветковых растений, включённый в семейство Астровые (Asteraceae), типовой род трибы Mutisieae. Включает около 60 видов, родиной которых является Южная Америка.

## Название

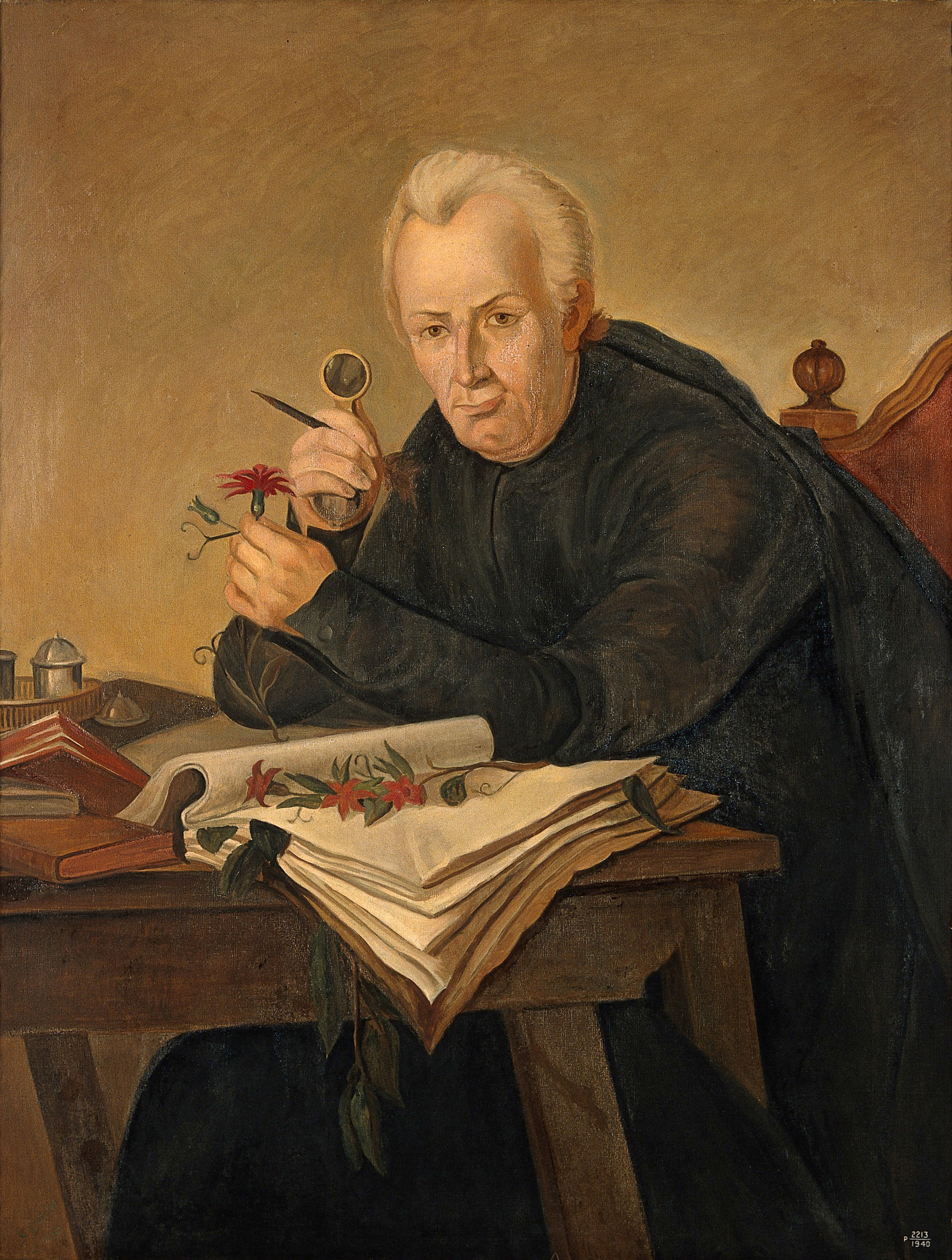
Хосе Селестино Мутис

Род Мутисия был назван Карлом Линнеем-младшим в честь испанского математика и ботаника Хосе Селестино Бруно Мутиса-и-Босио (1732—1808), исследовавшего флору Колумбии, создателя Национальной астрономической обсерватории.

## Ботаническое описание
Представители рода — многолетние лианы или травянистые растения, некоторые виды полностью покрыты опушением. Листья расположены очерёдно, сидячие, простые или перисто-рассечённые, с ровным или зубчатым краем. Нижняя поверхность листьев иногда заметно опушённая.
Соцветия-корзинки одиночные, прямостоячие или повислые, с цилиндрической или колокольчатой обёрткой. Прицветники ланцетовидной формы, перекрывающие друг друга. Язычковые цветки пестичные. Срединные цветки обоеполые, у большинства видов жёлтого цвета.
Плод гладкий, веретеновидной, конусообразной или цилиндрической формы, с белым или желтоватым хохолком.

## Ареал
Естественный ареал рода Мутисия — Южная Америка. Наибольшее разнообразие видов наблюдается в Андах.

## Таксономия
|  |                                      |  |                                                       |                                                       |                    |  | ещё 12 семейств (согласно Системе APG II) |                      |                      |                |
|  |                                      |  |                                                       |                                                       |                    |  |                                           |                      |                      | около 60 видов |
|  |                                      |  |                                                       | порядок Астроцветные                                  |                    |  |                                           |                      | род Мутисия          |                |
|  |                                      |  |                                                       | порядок Астроцветные                                  |                    |  |                                           |                      | род Мутисия          |                |
|  | отдел Цветковые, или Покрытосеменные |  |                                                       |                                                       | семейство Астровые |  |                                           |                      |                      |                |
|  | отдел Цветковые, или Покрытосеменные |  |                                                       |                                                       |                    |  |                                           |                      |                      |                |
|  |                                      |  | ещё 44 порядка цветковых растений (по Системе APG II) | ещё 44 порядка цветковых растений (по Системе APG II) |                    |  |                                           | ещё более 1760 родов | ещё более 1760 родов |                |
|  |                                      |  |                                                       | ещё 44 порядка цветковых растений (по Системе APG II) |                    |  |                                           |                      | ещё более 1760 родов |                |

### Синонимы
- Aplophyllum Cass., 1824
- Guariruma Cass., 1824

### Секции и виды

#### СекцияFruticosa
- Mutisia comptoniifolia Rusby, 1893
- Mutisia homoeantha Wedd., 1855
- Mutisia ledifolia Decne. ex Wedd., 1855

#### СекцияGuariruma
- Mutisia alata Hieron., 1894
- Mutisia andersonii Sodiro, 1900
- Mutisia arequipensis Cabrera, 1966
- Mutisia cochabambensis Hieron., 1894
- Mutisia decurrens Cav., 1799
- Mutisia hamata Reiche, 1905
- Mutisia hastata Cav., 1799
- Mutisia lanigera Wedd., 1855
- Mutisia lutzii G.M.Barroso, 1955
- Mutisia mandoniana Wedd. ex Cabrera, 1966
- Mutisia retrorsa Cav., 1799
- Mutisia saltensis Cabrera, 1951
- Mutisia sinuata Cav., 1799
- Mutisia spectabilis Phil., 1864
- Mutisia splendens Renjifo, 1884
- Mutisia subspinosa Cav., 1799

#### СекцияHolophyllum
- Mutisia acerosa Poepp. ex Less., 1832
- Mutisia friesiana Cabrera, 1948
- Mutisia linearifolia Cav., 1799
- Mutisia mathewsii Hook. & Arn., 1835
- Mutisia rosea Poepp. ex Less., 1832
- Mutisia subulata Ruiz & Pav., 1798
- Mutisia tridens Poepp. ex Less., 1832

#### СекцияIsantha
- Mutisia kurtzii R.E.Fr., 1905
- Mutisia linifolia Hook., 1829
- Mutisia orbignyana Wedd., 1855

#### СекцияMutisia
- Mutisia acuminata Ruiz & Pav., 1798
- Mutisia campanulata Less., 1830
- Mutisia clematis L.f., 1782
- Mutisia coccinea A.St.-Hil., 1833
- Mutisia grandiflora Humb. & Bonpl., 1808
- Mutisia hieronymi Sodiro ex Cabrera, 1934
- Mutisia intermedia Hieron., 1894
- Mutisia lanata Ruiz & Pav., 1798
- Mutisia lehmannii Hieron., 1894
- Mutisia microcephala Sodiro ex Cabrera, 1934
- Mutisia microneura Cuatrec., 1953
- Mutisia microphylla Willd. ex DC., 1838
- Mutisia ochroleuca Cuatrec., 1953
- Mutisia pulcherrima Muschl., 1913
- Mutisia rimbachii Sodiro ex S.K.Harris, 1933
- Mutisia sodiroi Hieron. ex Sodiro, 1900
- Mutisia speciosa Aiton ex Hook., 1827
- Mutisia stuebelii Hieron., 1895
- Mutisia venusta S.F.Blake, 1933
- Mutisia vicia J.Kost., 1945
- Mutisia wurdackii Cabrera, 1966

#### СекцияOdontophyllum
- Mutisia araucana Phil., 1872
- Mutisia brachyantha Phil., 1894
- Mutisia cana Poepp. & Endl., 1835
- Mutisia ilicifolia Cav., 1799
- Mutisia involucrata Phil., 1858
- Mutisia latifolia D.Don, 1830
- Mutisia macrophylla Phil., 1864
- Mutisia oligodon Poepp. & Endl., 1835